# Georges Vaillant
Georges Vaillant est un chanteur d'opéra français né le 28 décembre 1912 à Alger (Algérie - alors Algérie française) et mort le 16 janvier 2000 à Nice (Alpes-Maritimes).
Cette basse chantante interpréta tous les grands rôles de basse du répertoire sur la scène de l'Opéra Garnier de 1952 à 1966.

## Biographie
Georges Vaillant s'adonna tout d'abord à l'étude de la peinture à l'école nationale des Beaux-Arts d'Alger et vint au chant bien plus tard. Son père grand amateur de chant et de musique lui fait donner des cours de chant. Après son service militaire, il s'inscrit dans la classe de chant du Conservatoire d'Alger où il obtint un 1er prix de chant en 1937 ainsi qu'un 2nd prix d'Art Lyrique dans la classe de la soprano Angèle Grill de l'Opéra-Comique. Sur les conseils de son professeur et du directeur du conservatoire d'Alger, il décide de venir se perfectionner en métropole et s'installe à Paris pour suivre l'enseignement du ténor wagnérien Paul Franz.
L'année suivante en 1938, il débute sur la scène du Capitole de Toulouse et est engagé successivement à Lyon, Nice et Marseille.
Le conflit de la Seconde Guerre mondiale suspend sa carrière en métropole et l'oblige à retourner en Algérie où il sera démobilisé. Son séjour algérois lui permet de débuter et chanter dans les opéras d'Alger, Oran, Constantine. À la fin du conflit, le ténor Jean Marny alors directeur de l'Opéra de Marseille, l'engage comme première basse chantante et lui confie la plupart des grands rôles qu'il interprétera tout au long de sa carrière. Il débutera à l'Opéra de Marseille en 1945 dans le rôle d'Escamillo de Carmen.
Le ténor belge André d'Arkor directeur de l'Opéra de Liège l'entend et l'engage en troupe pour deux saisons à partir de 1947. Il y créera le Marchand de Venise de Brumagna et abordera pour la première fois un de ces rôles fétiches: Wotan dans La Walkyrie et Siegfried.
Le Théâtre de la Monnaie de Bruxelles fait appel à ses services et le directeur chef d'orchestre, Corneil de Thoran, lui propose la troupe et le programme entre autres dans les rôles de Méphistophélès, Hans Sachs, Athanael. Il restera 3 années en saison dans cet opéra. Ces années de troupe lui permettront de s'aguerrir à la scène et d'aborder les rôles du répertoire. L'Opéra de Paris l'engage dans sa troupe (RTLN). Il débute sur la scène de l'Opéra Garnier le 15 février 1952 dans le rôle de Wotan de La Walkyrie et sur celle de l'Opéra-Comique le 21 novembre 1952 dans le rôle de Scarpia de Tosca.
La beauté de son timbre, l'articulation exemplaire, l'étendue de sa tessiture, l'ampleur de sa voix et sa personnalité scénique en firent un des piliers incontournables du palais Garnier pendant 14 années. Parallèlement à ses nombreuses représentations à l'Opéra de Paris et à la salle Favart, Georges Vaillant développera une activité en province et à l'étranger (Genève, Liceo de Barcelone, Sao Paulo de Lisbonne, Rio de Janeiro, Belgique, Hollande, Israël…). Il participera à l'inauguration de l'Opéra National d'Israël en y interprétant le rôle de Méphistophélès dans Faust de Charles Gounod.
Après s'être retiré de la scène en 1972, il se consacrera à l'enseignement, en étant entre autres, professeur de chant et d'art lyrique à l'Académie de musique du prince Rainier de Monaco.

## Discographie
- Charles Gounod : Faust, avec Jeanne Guihard - Decca 33T 173666 (sélection)
- Jean-Philippe Rameau : Les Indes galantes (Osman), Christiane Castelli, Rita Gorr, Jacqueline Brumaire, Jean Giraudeau, Suzanne Sarroca, René Bianco, Géori Boué, Roger Bourdin, Janine Micheau, Louis Fourestier (dir.)  - Opéra Garnier, 1954 - Malibran MR776 (2CD)
- Grandes basses françaises, vol.1 - Malibran MR 585
- Umberto Giordano: Andrea Chénier : Giuseppe Savio, Suzanne Sarroca, Ernest Blanc, Nicole Oxombre, Simone Libor, Ginès Sirera, Alice Chamirian, Carlo Silverio, Victor Autran/Dir : P. Jamin/Live Opéra de Nice 1967, édité 1CD Mike Richter Audio Encyclopedia en  2004